# Punkt 12
Punkt 12 ist das Mittagsjournal bei RTL. Die Sendung wird montags bis freitags ab 12:00 Uhr live aus Köln übertragen.

## Geschichte
Die Sendung startete am 6. April 1992 unter dem Titel 12.30 zu dieser Uhrzeit und änderte mit der Verlegung auf 12:00 Uhr zum 1. Juni 1992 den Namen. Die Sendung wurde bis zum 26. Februar 1999 von 12:00 bis 12:30 Uhr ausgestrahlt; ab dem 1. März 1999 wurde die Sendezeit um eine halbe Stunde verlängert und das Gewinnspiel eingeführt.
Im Jahr 2007 feierte Punkt 12 sein 15-jähriges Bestehen und lief zu diesem Anlass vom 1. bis zum 3. August 2007 zwei Stunden lang. Aufgrund der positiven Resonanz wurde die Sendezeit ab dem 15. Oktober 2007 auf zwei Stunden erweitert, was Raum schaffte für längere Reportagen und Dokumentationen.
Am Donnerstag der ersten Woche mit dieser Änderung erreichte Punkt 12 einen Marktanteil von 28,5 Prozent.
Nachdem „Punkt 12-Spezial“-Sendungen ab 14:00 Uhr deutlich bessere Quoten als das Regelprogramm erzielten, verlängerte RTL die Ausstrahlung ab dem 5. Juli 2021 um eine weitere Stunde auf 12:00 bis 15:00 Uhr.
In der Sendung zum 30-jährigen Jubiläum von Punkt 12 am 1. Juni 2022 wurde als Statistik verkündet, dass insgesamt 7.527 Sendungen ausgestrahlt wurden; 213.595 Beiträge gezeigt und insgesamt 634.880 Minuten Sendung zusammengekommen sind. Katja Burkard moderierte bislang 4.312 Sendungen und Roberta Bieling mit 1.373 Sendungen. Off-Sprecher der Sendung ist seit 1992 Christian „Teddy“ Schultze, der unter anderem den Vorspann und die Kurznachrichtenblöcke spricht.

## Ablauf
In den ersten beiden Stunden bzw. bis 5. Juli 2021 setzt(e) sich die Sendung aus vier Blöcken zusammen: Im ersten laufen aktuelle Berichte und Nachrichten, im zweiten Berichte über Prominente, im dritten (Besser Leben) geht es um Ratgeber- und Gesundheitsthemen und im vierten Block gibt es eine besondere Geschichte, ein menschliches Schicksal oder auch einen Test. In jedem der Blöcke gibt es zusammengefasste Kurznachrichten (News, V.I.P News, Besser Leben News, Die unglaublichsten Geschichten des Tages). Am umfangreichsten im ersten Block ist der Bericht eines Punkt 12-Reporters, der einem Zuschauer bei einem Problem hilft oder einen Selbstversuch unternimmt. Gibt es eine Wochenserie, ist sie im vierten Block untergebracht. Unregelmäßig gibt die „Haushaltsexpertin“ Gisela Goetz Reinigungstipps. In jeder Sendung gibt es das Punkt 12 Gewinnspiel.
In der seit dem 5. Juli 2021 neuen dritten Stunde gibt es Sofa-Gespräche mit Gästen: immer montags und donnerstags einen V.I.P.-Talk mit einer „Society-Expertin“ (Steffi Brungs oder Aleksandra Bechtel), immer dienstags einen Insta-Talk mit Instagram-Experte Philipp Pauls, immer mittwochs einen Royal-Talk mit Adels-Experte Michael Begasse (vertretungsweise Laura Dahm), donnerstags ein Gesundheitsthema in der Regel mit einem Arzt oder Therapeuten aus diesem Bereich unter Die RTL Docs – Sprechstunde am Mittag sowie freitags den RTL-Inside-Talk mit Inside-Expertin Steffi Brungs, in dem über aktuelle Programmhighlights der Sender von RTL Deutschland gesprochen wird. Sehr oft gibt es einen Bericht zu einer RTL-Sendung wie Gute Zeiten, schlechte Zeiten oder Alles was zählt. Außerdem wurde – für einige Monate – ein Rückblick auf vergangene Punkt 12-Berichte mit dem Titel Heute vor ... Jahren (Anm.: Eingesetzt wird 5, 10, 15, 20 oder 25)  neu eingeführt.  In Das ist los im Netz werden unterhaltsame Internet-Videos gezeigt, in Xperiment oft kuriose Experimente.
Seit Mitte 2018 ist am Freitag der letzte Beitrag ein Wochenrückblick mit vier bewegenden Beiträgen unter den Rubriken Unsere Woche zum Ärgern, Unsere Woche zum Staunen, Unsere Woche zum Weinen und Unsere Woche zum Verlieben o. ä., die von der Moderatorin, mit der sich ein Off-Sprecher unterhält, kommentiert werden.

## Moderation

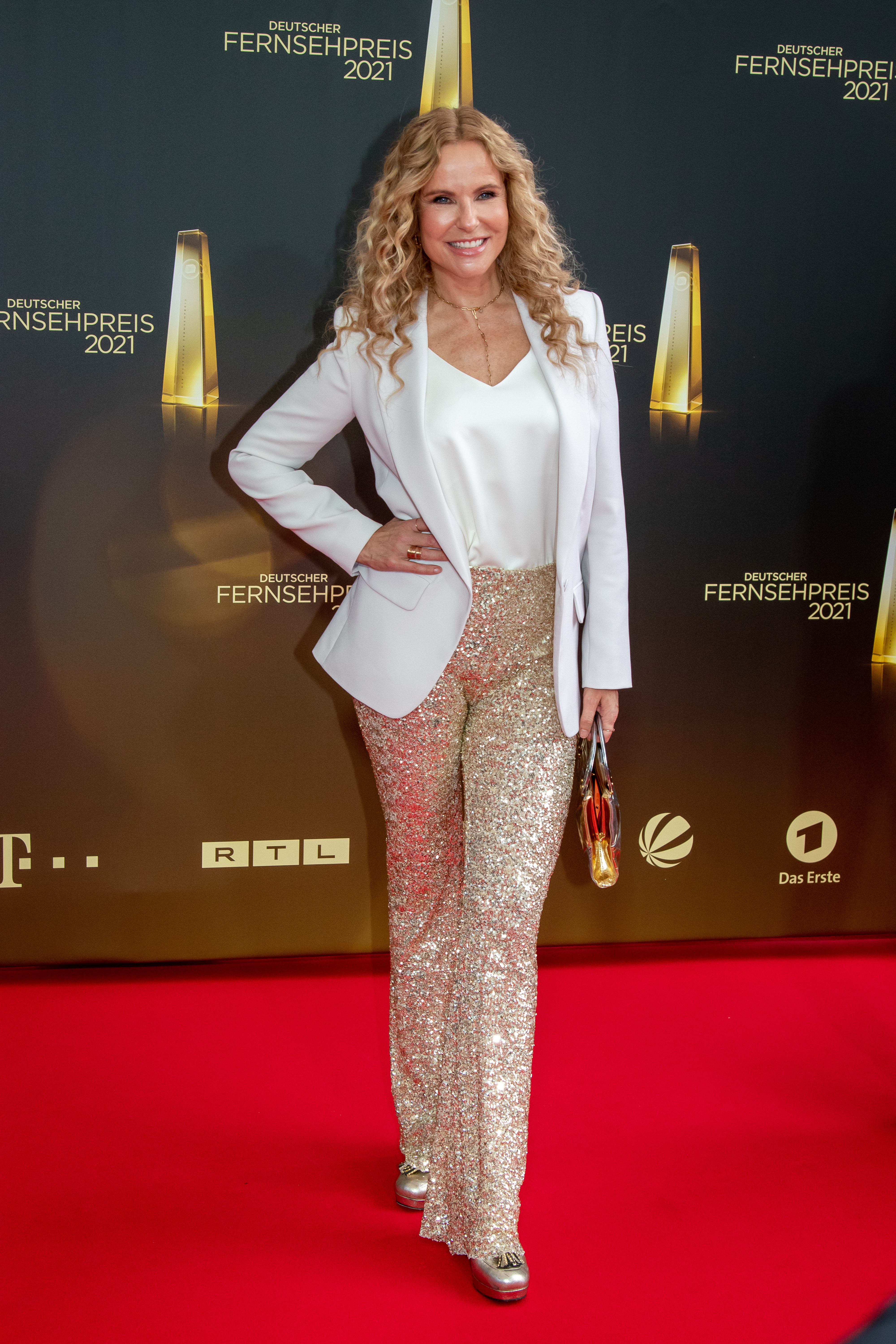
Moderatorin Katja Burkard (2021)

| Moderatoren        | Jahre     | Bemerkungen                                            |
| ------------------ | --------- | ------------------------------------------------------ |
| Aktuell            |           |                                                        |
| Katja Burkard      | seit 1996 | seit 1997 Hauptmoderatorin, zuvor Vertretung           |
| Sabrina Ilski      | seit 2024 | eine Woche im Monat                                    |
| Bernd Fuchs        | seit 2021 | Urlaubs- und Krankheitsvertretung                      |
| Ehemalig           |           |                                                        |
| Milena Preradovic  | 1992–1997 | Wechsel zu Sat.1                                       |
| Peter Hilffert     | 1992–2008 | Urlaubs- und Krankheitsvertretung                      |
| Ilka Eßmüller      | 2001–2007 | Wechsel zum RTL Nachtjournal                           |
| Nazan Eckes        | 2007–2009 | eine Woche im Monat, Wechsel zu Explosiv – Das Magazin |
| Pia-Maria Wüsthoff | 2011–2012 | siebenmalige Vertretung                                |
| Jennifer Knäble    | 2015–2017 |                                                        |
| Miriam Lange       | 2010–2019 | Wechsel zum WDR                                        |
| Jana Azizi         | 2020–2021 | Wechsel zu Explosiv – Das Magazin                      |
| Roberta Bieling    | 2006–2024 | 2010–2024 eine Woche im Monat, Wechsel zu RTL Aktuell  |

## Gewinnspiel
Um 14 Uhr (bis Oktober 2021 am Ende der Sendung) gibt es das Gewinnspiel. Bis März 2022 bestand es aus zwei Teilen, wovon der erste eine Frage mit zwei Antwortmöglichkeiten war, die vor den vier Werbepausen der Sendung genannt wird. Wurde die Frage richtig beantwortet, erhielt der Spieler 1.000 Euro. Danach wurde bis etwa Anfang 2016 eine zweite Frage gestellt. In dieser konnte um den Jackpot gespielt werden, in dem sich mindestens 20.000 Euro befinden. Der Kandidat konnte sich nach der Fragestellung innerhalb von fünf Sekunden entscheiden, ob er ohne oder mit Antwortmöglichkeiten spielt. Spielte er ohne Antwortmöglichkeiten, so spielte er um den Jackpot und musste innerhalb dieser fünf Sekunden die richtige Antwort sagen; mochte der Kandidat die Antwortmöglichkeiten haben, spielte er um weitere 1.000 Euro. Beantwortete er die Frage falsch, wurde der Jackpot um 2.000 Euro erhöht. War der Jackpot „geknackt“, bestand er in der darauf folgenden Sendung wieder aus dem Grundbetrag von 20.000 Euro. Seit Anfang 2016 gibt es anstelle der zweiten Frage ein Glücksspiel: Bis März 2022 wählte der Anrufer eine Reihenfolge von fünf Bildern mit jahreszeitlichen Motiven aus 55 Möglichkeiten, ein Computer ebenso. Dabei konnten die Motive mehrfach vorkommen. Der Kandidat erhielt bei einer, zwei, drei Übereinstimmungen 1.000, 2.000, 5.000 Euro mehr bis hin zum Jackpot bei fünf Übereinstimmungen. Seit März 2022 erhält der Spieler, der in die Sendung durchgestellt wird, ohne Beantwortung einer Frage, 1000 Euro. Danach folgt das Glücksspiel anstelle mit fünf Motiven nun mit der Wahl einer Reihenfolge von vier Ziffern aus 104 Möglichkeiten durch den Kandidaten wie auch den Computer. Dabei können die Ziffern mehrfach vorkommen. Der Kandidat erhält bei einer, zwei, drei Übereinstimmungen 2.000, 10.000 oder 15.000 Euro mehr bis hin zum Jackpot bei vier Übereinstimmungen. Das Mindestalter für die Teilnahme am Gewinnspiel beträgt 14 Jahre. Die Teilnahme am Punkt 12 Gewinnspiel ist per Telefon, SMS und Internet (über das offizielle Gewinnspiel-Portal winario) möglich. Pro Gewinnspielteilnahme werden 0,50 Euro fällig.

## Sonstiges
- Die Hintergrundmusik beim Gewinnspiel ist Sunstroke von Chicane.

- Im Dezember 2013 wurde ein Ableger sonntags.live gesendet, aber nach nur 4 Ausgaben eingestellt.[12]

- Wegen eines Bombenfundes wurde am 21. Januar 2020 das Sendezentrum von RTL Deutschland in Köln evakuiert. Katja Burkard flog mit ihrem Team in das Berliner RTL-Hauptstadtstudio und moderierte von dort aus live.

- Am 3. April 2024 wurde das Sendezentrum evakuiert, um vor Ort eine Bombe zu entschärfen. Roberta Bieling, die die Sendung moderierte, setzte die Sendung wenige Hundert Meter entfernt im Freien fort.

- Wegen der geplanten Entschärfung dreier Bomben mussten am 4. Juni 2025 alle Mitarbeiter das RTL Sendezentrum verlassen. Aus diesem Grund moderierte Katja Burkard die Sendung aus dem RTL Hauptstadtstudio in Berlin.

## Kritik
In der Punkt 12-Sendung vom 8. Juli 2021 fand eine Liveschaltung zu Roberta Bieling und Goodbye Deutschland-Auswanderin Oksana Kolenitchenko auf Mallorca statt. Letztere teilte mit, zurzeit ohne festen Wohnsitz unterwegs zu sein, um „ein bisschen das Leben genießen, [...] ein bisschen reisen“. Von Bieling dazu gefragt, antwortete Burkard aus dem Studio unter anderem: „Wenn die [Kinder] dann älter sind, so wie unsere, Roberta, dann is' nix mehr mit Zigeunerleben, so ungefähr“.
Der Vorsitzende des Zentralrats Deutscher Sinti und Roma, Romani Rose zeigte sich empört und schrieb dem RTL-Chefredakteur Michael Wulf einen offenen Brief, in dem er „das ignorante und beleidigende Verhalten der Medien“ gegenüber Sinti und Roma „nicht länger dulden“ werde.
Burkard entschuldigte sich auf Instagram und in der darauffolgenden Punkt 12-Sendung.